# Marichyasana II
Marichyasana II (Sanskriet voor Marichihouding II) is een houding of asana.
Dit is de tweede van de vier yogahoudingen die genoemd zijn naar Marichi, volgens de overlevering de zoon van Brahma en leider van de Maruts, de krijgshaftige stormgoden. Hij is een van de zeven rishi's die de dharma, de heilige wetten van het universum, kunnen uitspreken. Marichi is de overgrootvader van Manu, Sanskriet voor man, denkend, intelligent, de Vedische Adam en vader van de mensheid. Marichi betekent lichtstraal.
| Sanskriet | vertaling                                      |
| Marichi   | Letterlijk: lichtstraal Legendarisch: oervader |
| asana     | houding (letterlijk: 'zit')                    |

## Beschrijving
De houding kan ingezet vanuit de Omlaagkijkende Hond, gevolgd door de Stafhouding. Adem vanuit deze houding in en leg de linkervoet in een lotus, met de zool van de voet omhoog. Wanneer de heup dat toelaat, kan de hiel tegen de navel aangelegd worden. Buig de rechterknie en zet de rechtervoet op de grond, met de hiel zo dicht mogelijk tegen de heup aan. Buig met de romp naar voren en kom zo dicht mogelijk met het gezicht naar de grond. Leg de linkerarm om de scheen heen en breng de arm naar achteren. Breng de rechterarm achter de rug langs en haak beide handen in elkaar. Blijf enkele in- en uitademingen in deze houding en herhaal de houding nogmaals aan de andere zijde. Wanneer de handen elkaar niet kunnen raken, is er een variatie mogelijk door een touw of een doek tussen beide handen te houden, zodat de strekking tot stand kan komen.